# Anssi Suhonen
Anssi Suhonen (Järvenpää, 2001. január 14. –) finn válogatott labdarúgó, a német Hamburger SV középpályása.

## Pályafutása

### Klubcsapatokban
Suhonen a finnországi Järvenpää városában született. Az ifjúsági pályafutását a JäPS és a KäPa csapatában kezdte, majd a német Hamburger SV akadémiájánál folytatta.
2021-ben mutatkozott be a Hamburger SV másodosztályban szereplő felnőtt keretében. Először a 2021. augusztus 13-ai, St. Pauli ellen 3–2-re elvesztett mérkőzés 60. percében, Ludovit Reis cseréjeként lépett pályára. Első gólját 2021. november 20-án, a Jahn Regensburg ellen hazai pályán 4–1-es győzelemmel zárult találkozón szerezte meg.

### A válogatottban
Suhonen az U16-ostól az U21-esig több korosztályos válogatottban képviselte Finnországot.
2022-ben debütált a felnőtt válogatottban. Először a 2022. november 17-ei, Észak-Macedónia ellen 1–1-es döntetlennel zárult mérkőzésen lépett pályára.

## Statisztikák
2023. június 1. szerint
| Klub         | Szezon   | Osztály       | Bajnokság | Bajnokság | Kupa  | Kupa | Nemzetközi | Nemzetközi | Összesen | Összesen |
| Klub         | Szezon   | Osztály       | Meccs     | Gól       | Meccs | Gól  | Meccs      | Gól        | Meccs    | Gól      |
| ------------ | -------- | ------------- | --------- | --------- | ----- | ---- | ---------- | ---------- | -------- | -------- |
| Hamburger SV | 2021–22  | 2. Bundesliga | 18        | 2         | 2     | 0    | —          | —          | 20       | 2        |
| Hamburger SV | 2022–23  | 2. Bundesliga | 17        | 0         | 1     | 0    | —          | —          | 18       | 0        |
| Összesen     | Összesen | Összesen      | 35        | 2         | 3     | 0    | 0          | 0          | 38       | 2        |

### A válogatottban
| Válogatott | Év       | Pályára lépés | Gól |
| ---------- | -------- | ------------- | --- |
| Finnország | 2022     | 2             | 0   |
| Finnország | 2023     | 4             | 0   |
| Összesen   | Összesen | 6             | 0   |